# Hormaphididae
Hormaphididae é uma família de insectos da ordem Hemiptera, da superfamília Aphidoidea. Nas taxonomias em que superfamília dos Aphidoidea é dividida nas famílias Aphididae, Adelgidae e Phylloxeridae, este grupo passa a ser uma subfamília dos Aphididae, sob a designação de Hormaphidinae.
É dividida em três tribos: Nipponaphidini, Hormaphidini e Cerataphidini.